# Rugby a 7 ai XX Giochi dei piccoli stati d'Europa
Le competizioni di rugby a 7 ai XX Giochi dei piccoli stati d'Europa si sono svolte dal 28 al 30 maggio 2025.

## Podi
| Evento          | Oro    | Argento | Bronzo |
| Torneo maschile | Monaco | Andorra | Malta  |

## Medagliere
| Pos.   | Paese   | Oro | Argento | Bronzo | Totale |
| ------ | ------- | --- | ------- | ------ | ------ |
| 1      | Monaco  | 1   | 0       | 0      | 1      |
| 2      | Andorra | 0   | 1       | 0      | 1      |
| 3      | Malta   | 0   | 0       | 1      | 1      |
| Totale | Totale  | 1   | 1       | 1      | 3      |